# Alarmverifikation
Unter Alarmverifikation versteht man die Feststellung der tatsächlichen Umstände eines Alarms. Es wird somit ergründet, ob es sich bei der Ursache für eine Alarmauslösung um eine reale Gefahrensituation oder einen Falschalarm handelt.
Maßnahmen zur Alarmverifikation bieten und verbessern als Bestandteil eines funktionierenden Sicherungskonzeptes die Voraussetzung für erfolgreiche Schadenverhütung. Durch die zeitnahe Verifikation eines z. B. von der Einbruchmeldeanlage signalisierten Alarms werden Interventionskräfte (z. B. Polizei) in die Lage versetzt, auf bestätigte Fälle von Einbrüchen oder Einbruchversuchen ohne Zeitverzug zu reagieren.
Eine Alarmverifikation von der Ferne kann eine Vorort-Prüfung durch einen Interventionsdienst im Nachgang zum Alarm nicht ersetzen, sie soll jedoch maßnahmenbegleitende Funktionen wahrnehmen. So kann z. B. bei einer zweifelsfrei festgestellten Gefahrenlage ein unmittelbarer Einsatz von Interventionskräften der Notruf- und Serviceleitstelle (NSL) sowie weiterer hilfeleistender Kräfte (z. B. Polizei) ermöglicht werden. Weiteres optionales Ziel der Maßnahmen zur Alarmverifikation ist u. a., durch wirksame und wahrnehmbare Maßnahmen das Vorgehen von Tätern (Einbruch, Überfall, Brandstiftung, Vandalismus, Amoklauf usw.) zu behindern bzw. zu verzögern.
Durch diese zeitnahe Verifikation eines von signalisierten Alarms werden Interventionskräfte in die Lage versetzt, auf bestätigte Fälle von Überfällen, Einbrüchen oder Einbruchversuchen ohne Zeitverzug zu reagieren. Hierdurch werden die Voraussetzungen für nachfolgendes behördliches Handeln (z. B. Gefahrenabwehr, Fahndung) verbessert.

## Normen und Richtlinien
Die DIN VDE V 0833-3-1 regelt die Alarmverifikation für Gefahrenmeldeanlagen, wie Brandmeldeanlagen,  Einbruchmeldeanlagen,  Überfallmeldeanlagen oder ähnliche Anlagen, wie z. B. Notfall- und Gefahren-Reaktions-Systeme (NGRS).
Weitere Maßnahmen und Informationen zur Alarmverifikation aus Polizeisicht können der sogenannten ÜEA-Richtlinie (Bundeseinheitliche Richtlinie für Überfall-/Einbruchmeldeanlagen bzw. Anlagen für Notfälle/Gefahren mit Anschluss an die Polizei) entnommen werden. Hierin ist u. a. geregelt:
Bezüglich der Alarmvorprüfung in der NSL sollten zwischen Betreiber und NSL folgende Möglichkeiten in Betracht gezogen werden:

### Akustische Alarmverifikation
Nach DIN CLC/TS 50131-9  ist über akustische Empfangsgeräte (AEG) das Hineinhören in ein Objekt nach einer Alarmauslösung durch eine NSL von der Ferne her möglich. Je nach Art und Intensität der Geräusche ist die Bewertung einer konkreten Situation ausschließlich durch Hineinhören jedoch nur schwierig möglich. Daher ist eine akustische Alarmverifikation nicht als alleiniges Mittel, sondern nur in Kombination mit anderen Maßnahmen der Alarmverifikation zulässig (z. B. in Kombination mit einer optischen Alarmverifikation).

### Telefonische Alarmverifikation
Nach einer Alarmauslösung (z. B. Überfallalarm) kann ggf. per Telefonanruf im Objekt geprüft werden, ob es sich um einen richtigen oder falschen Alarm handelt. Hierfür sind zwischen NSL und Betreiber entsprechende eindeutige Legitimations- und Verifikationsmaßnahmen (z. B. Codeworte) zu vereinbaren und in einer Alarmdienst- und Interventionsvereinbarung zu dokumentieren.

### Sequenzielle Alarmverifikation
Werden Alarme und Folgealarme in der Reihenfolge der Auslösung differenziert nach Art des Alarms und je nach den einsatztaktischen Erfordernissen zusätzlich bis zur einzelnen Meldergruppe oder bis zu festzulegenden einzelnen Meldern zur NSL übertragen und dort angezeigt, kann diese Alarmfolge zur Alarmverifikation genutzt werden. Je nach Anzahl und logischer Reihenfolge (z. B. Alarmeingang von einem Öffnungsmelder mit anschließendem Alarmeingang eines Bewegungsmelders im gleichen Raum) kann ggf. von einem echten Alarm ausgegangen werden. Hinweis: Eine Einblendung der eingehenden Alarme in einen entsprechenden Lageplan kann eine solche Alarmvorprüfung zusätzlich unterstützen.

### Optische Alarmverifikation
Gemäß DIN CLC/TS 50131-9 können zur Alarmverifikation optische Überwachungseinrichtungen genutzt werden. Hierfür eignen sich Videoüberwachungsanlagen (VÜA) bzw. Videoüberwachungssystem (engl. VSS) für Sicherungsanwendungen gemäß Normenreihe DIN EN 62676 mit entsprechenden Videoerfassungseinheiten (VE) unter Einhaltung der entsprechenden Regelungen des Bundeseinheitlichen Pflichtenkataloges für Errichterunternehmen von Videoüberwachungsanlagen (VÜA) der Polizei in Deutschland bzw. der ÜEA-Richtlinie. Für eine optische Alarmverifikation per Video aus der Ferne sind für eine ausreichende Bewertung sogenannte qualifizierte Bilder erforderlich.

### Durchführung und Maßnahmen
Eine qualifizierte Alarmvorprüfung durch die NSL kann somit erfolgen durch eine
- telefonische Alarmverifikation,
- sequenzielle Alarmverifikation oder
- optische Alarmverifikation

bzw. einer Kombination dieser Maßnahmen. Kann der Alarm durch die vorstehenden Maßnahmen nicht eindeutig verifiziert werden, ist eine personelle Alarmvorprüfung vor Ort durch einen Interventionsdienst bzw. eine Interventionsstelle (IS) erforderlich. Die NSL soll hierfür auf eine unweit des überwachten Objektes stationierte IS (eigene Stelle oder Vertragsunternehmen) zurückgreifen können. Eine hinreichende Sicherheit für einen tatsächlichen Alarm besteht, wenn es sich
- um eindeutige Handlungen oder Unterlassungen (z. B. Nichtentfernen aus umfriedetem Besitztum trotz Aufforderung) von Personen handelt, die mindestens einen gesetzlichen Straftatbestand erfüllen oder
- wenn deren Handlung oder Unterlassung auch im Versuch strafbar ist.

Besteht nach einer qualifizierten Alarmvorprüfung durch die NSL bzw. einer Alarmvorprüfung vor Ort durch eine IS eine hinreichende Sicherheit für einen tatsächlichen Alarm, kann die Polizei ggf. ohne weitere Vorprüfung des Alarms entsprechend alarmiert werden (siehe auch DIN VDE 0833-3-1). Alle Feststellungen, auch die aufgrund weiterer Beobachtung des Szenarios, können für die polizeiliche Alarmverfolgung zum Zweck der Gefahrenabwehr und Strafverfolgung relevant sein. Diese sind daher der Polizei mitzuteilen und zu dokumentieren. Hinweis: Sollte es sich trotz Verifikation um einen Falschalarm handeln, ist mit Gebühren der Polizei für unnötige Einsätze zu rechnen. Sämtliche Alarmvorprüfungs- und Interventionsmaßnahmen sind von der NSL in einer Alarmdienst- und Interventionsvereinbarung  zu dokumentieren. Die NSL und die IS sollen von einer zur Prüfung nach DIN EN ISO/IEC 17025 und Zertifizierung nach DIN EN ISO/IEC 17065  akkreditierten Stelle für den Bereich Notruf- und Serviceleitstellen und Sicherungsdienstleistungen (unter Beachtung der DIN 77200-3) auf Grundlage der DIN VDE V 0827-11  (für die NSL) bzw. der DIN 77200-1  Anforderungsprofil B oder C (für die IS) geprüft und zertifiziert sein.